# Rivolta di maggio in Armenia
La rivolta di maggio (in armeno Մայիսյան ապստամբություն?) fu un tentativo di colpo di stato da parte dei bolscevichi armeni intrapreso ad Alessandropoli (l'odierna Gyumri) il 10 maggio 1920. La rivolta fu alla fine soppressa dal governo armeno il 14 maggio e i suoi leader furono giustiziati. Sebbene fallì, l'Armenia fu sovietizzata dopo l'invasione dell'11ª armata della Russia sovietica nel novembre 1920 e la metà occidentale del paese fu contestualmente occupata dai nazionalisti turchi. La rivolta e i suoi leader giustiziati furono elogiati durante il periodo sovietico dal 1920 fino alla fine degli anni '80, quando nacque il movimento del Karabakh e crebbe il sentimento antisovietico nel paese. La rivolta rimane un argomento controverso in Armenia.

## Sfondo
Dall'istituzione della Prima Repubblica di Armenia nel 1918, i partiti politici e le diverse fazioni, evitavano, per la maggior parte, conflitti interni o ribellioni contro il partito dominante Dashnak poiché il paese soffriva di profonde crisi economiche e demografiche; durante la sua biennale esistenza fu ad un certo punto in guerra con tre dei quattro paesi confinanti (Turchia, Azerbaigian, Georgia). La situazione cambiò dopo l'avanzata delle forze bolsceviche nel Caucaso meridionale all'inizio del 1920. Il Partito Comunista Armeno, che operava in segreto, fu fondato nel gennaio 1920 per combattere "la denigrazione delle potenze alleate e dei loro 'collaboratori' Dashnakisti". La rivolta fu condotta principalmente dai bolscevichi nati nell'Armenia russa, poiché la maggior parte dei profughi armeni dall'Impero ottomano erano "distaccati" o "ostili" al bolscevismo. Al contrario, parte dell'esercito armeno fu solidale con la rivolta, seguendo la direzione del capitano ammutinato Sargis Musayelyan che fu al comando del treno corazzato chiamato Vardan Zoravar (in armeno Վարդան Զորավար? lett 'Generale Vardan') ad Alessandropoli dal febbraio 1919.

## Rivolta
Incoraggiati dall'invasione dell'Azerbaigian da parte dell'Armata Rossa alla fine dell'aprile 1920, i bolscevichi armeni guidati da Avis Nurijanyan organizzarono una rivolta nel mese di maggio. Gli eventi che precedettero la rivolta iniziarono il 1º maggio 1920, Giornata internazionale dei lavoratori, con i bolscevichi che manifestarono contro il governo armeno nella capitale Yerevan e in altre città.
La rivolta si intensificò dopo che il treno corazzato Vardan Zoravar e il suo equipaggio sotto il comando di Musayelyan si unirono ai ribelli bolscevichi che avevano formato un comitato rivoluzionario (Armkom) e proclamato l'Armenia uno stato sovietico il 10 maggio. I ribelli bolscevichi conquistarono con successo Alessandropoli, Kars e Sarıkamış. Il 5 maggio 1920, il governo (il gabinetto) di Alexander Khatisian si dimise e ne fu formato uno nuovo sotto la guida di Hamo Ohanjanyan. Esso era interamente composto da membri del partito Dashnak. Il parlamento rinunciò ai suoi diritti di subentrare al governo poiché l'Armenia era in stato di emergenza. Sebouh Nersesian fu nominato comandante per sopprimere la rivolta. Il 13 maggio la sua unità raggiunse Alessandropoli e il giorno successivo i ribelli lasciarono la città e le forze governative entrarono ristabilendo l'ordine.

## Conseguenze
I leader della rivolta, tra cui Sargis Musayelyan e Ghukas Ghukasyan, furono inizialmente imprigionati mentre il governo sovietico il 4 giugno avvertì che le relazioni diplomatiche sarebbero state "danneggiate" se la "persecuzione dei comunisti fosse continuata"; inoltre diversi importanti figure del Dashnak erano all'epoca imprigionati nella Russia sovietica e in Azerbaigian. Dopo l'invasione sovietica del Zangezur e la cattura e la tortura dei Dashnak il Partito Comunista d'Armenia fu bandito nel paese. La situazione interna dell'Armenia peggiorò quando il governo perse il prestigio tra il popolo e la speranza tra i funzionari alleati. Dopo tre mesi, il 3 dicembre fu firmato il Trattato di Alessandropoli, che divideva di fatto l'Armenia tra il dominio turco e quello sovietico. Un nuovo governo nel resto dell'Armenia indipendente aprì quindi la strada a un nuovo esecutivo che raggiunse lo scopo perseguito nella rivolta. Fu dichiarata la Repubblica Socialista Sovietica Armena che divenne parte costitutiva dell'Unione delle Repubbliche Socialiste Sovietiche nel 1922, riconquistando infine la sua indipendenza dopo lo dissoluzione dell'URSS nel 1991.

## Eredità storica

### Periodo sovietico
La rivolta fu ampiamente criticata e lodata nell'Armenia sovietica e nella storiografia sovietica e venne rappresentata come una "lotta eroica". Furono scritti diversi libri sull'evento. Numerosi insediamenti nell'Armenia sovietica presero il nome dai partecipanti bolscevichi più importanti della rivolta, tra cui Gandzak (precedentemente chiamata Batikian da Batik Batikian), Sarukhan (da Hovhannes Sarukhanian), Nahapetavan (da Nahapet Kurghinian), Gharibjanyan (da Bagrat Gharibjanyan), Musayelyan (da Sargis Musayelian), Mayisyan (dalla stessa "rivolta di maggio"), Ashotsk (precedentemente chiamata Ghukasyan da Ghukas Ghukasyan).
Una statua di Ghukas Ghukasyan fu eretta nel 1935 nel parco nei pressi dell'Università Agraria nel centro di Erevan. La statua fu fatta saltare in aria nel 1990, durante il culmine della lotta antisovietica in Armenia. Nel 2009, al suo posto fu collocata la statua del celebre astrofisico armeno Viktor Hambardzumyan. La piazza centrale della seconda città più grande dell'Armenia, Gyumri, (chiamata Leninakan durante il periodo sovietico) fu intitolata in onore della rivolta. Oggi si chiama Piazza Vardanants.

### Repubblica di Armenia (1991-oggi)
La rivolta rimane un argomento alquanto controverso anche nell'Armenia post-sovietica. Secondo uno studio sui manuali scolastici armeni "il tono del resoconto rimane abbastanza sobrio e neutro, agli studenti non viene imposta una certa interpretazione degli eventi". L'uso del termine "insurrezione" in questi libri di testo, tuttavia — in contrasto con "ribellione", come nei casi contestuali dei disordini musulmani — tradisce una leggera simpatia nei confronti dei bolscevichi.
Durante una manifestazione antigovernativa del 2010, il primo presidente e leader dell'opposizione dell'Armenia Levon Ter-Petrosyan dichiarò: